# Croix de cimetière de Pesmes
La croix de cimetière de Pesmes est une croix située à Pesmes, en France.

## Localisation
La croix est située sur la commune de Pesmes, dans le département français de la Haute-Saône.

## Historique
L'édifice est classé au titre des monuments historiques en 1903.